# Élections législatives de 1951 en Oubangui-Chari-Tchad
Les élections législatives françaises de 1951 se tiennent le 17 juin. Ce sont les deuxièmes élections législatives de la Quatrième République.

## Mode de scrutin
Le mode d'élection choisit pour ce département est le scrutin uninominal à un tour.
Pour les personnes relevant du statut civil français (principalement des colons avec quelques évolués), les territoires d'Oubangui-Chari et du Tchad sont réunis. Un député est à élire.

## Élus
| Député sortant | Parti | Parti | Député élu ou réélu | Parti | Parti |
| -------------- | ----- | ----- | ------------------- | ----- | ----- |
| René Malbrant  |       | RPF   | René Malbrant       |       | RPF   |

## Résultats

### Résultats à l'échelle du département
|          | RPF      | René Malbrant * | 2 730 | 92,36  |  |  |
|          |          |                 |       |        |  |  |
| Inscrits | Inscrits | Inscrits        | 4 490 | 100,00 |  |  |
| Votants  | Votants  | Votants         | 2 956 | 65,84  |  |  |
| Exprimés | Exprimés | Exprimés        | 2 730 | 92,36  |  |  |